# Ричфілд (округ Вуд, Вісконсин)
Ричфілд (англ. Richfield) — місто (англ. town) в США, в окрузі Вуд штату Вісконсин. Населення — 1596 осіб (2020).

## Демографія
Згідно з переписом 2010 року, у місті мешкало 1628 осіб у 557 домогосподарствах у складі 439 родин. Було 585 помешкань
Расовий склад населення:
| - 97,8 % — білих - 1,1 % — азіатів - 0,3 % — корінних американців - 0,1 % — чорних або афроамериканців |

До двох чи більше рас належало 0,5 %. Частка іспаномовних становила 0,7 % від усіх жителів.
За віковим діапазоном населення розподілялося таким чином: 25,8 % — особи молодші 18 років, 58,5 % — особи у віці 18—64 років, 15,7 % — особи у віці 65 років та старші. Медіана віку мешканця становила 42,1 року. На 100 осіб жіночої статі у місті припадало 99,0 чоловіків;  на 100 жінок у віці від 18 років та старших — 100,7 чоловіків також старших 18 років.
Середній дохід на одне домашнє господарство  становив 85 229 доларів США (медіана — 69 643), а середній дохід на одну сім'ю — 93 517 доларів (медіана — 78 458). Медіана доходів становила 46 935 доларів для чоловіків та 40 625 доларів для жінок. За межею бідності перебувало 4,6 % осіб, у тому числі 6,2 % дітей у віці до 18 років та 2,5 % осіб у віці 65 років та старших.
Цивільне працевлаштоване населення становило 833 особи. Основні галузі зайнятості: освіта, охорона здоров'я та соціальна допомога — 30,9 %, виробництво — 17,6 %, роздрібна торгівля — 13,1 %.